# Simonsberg

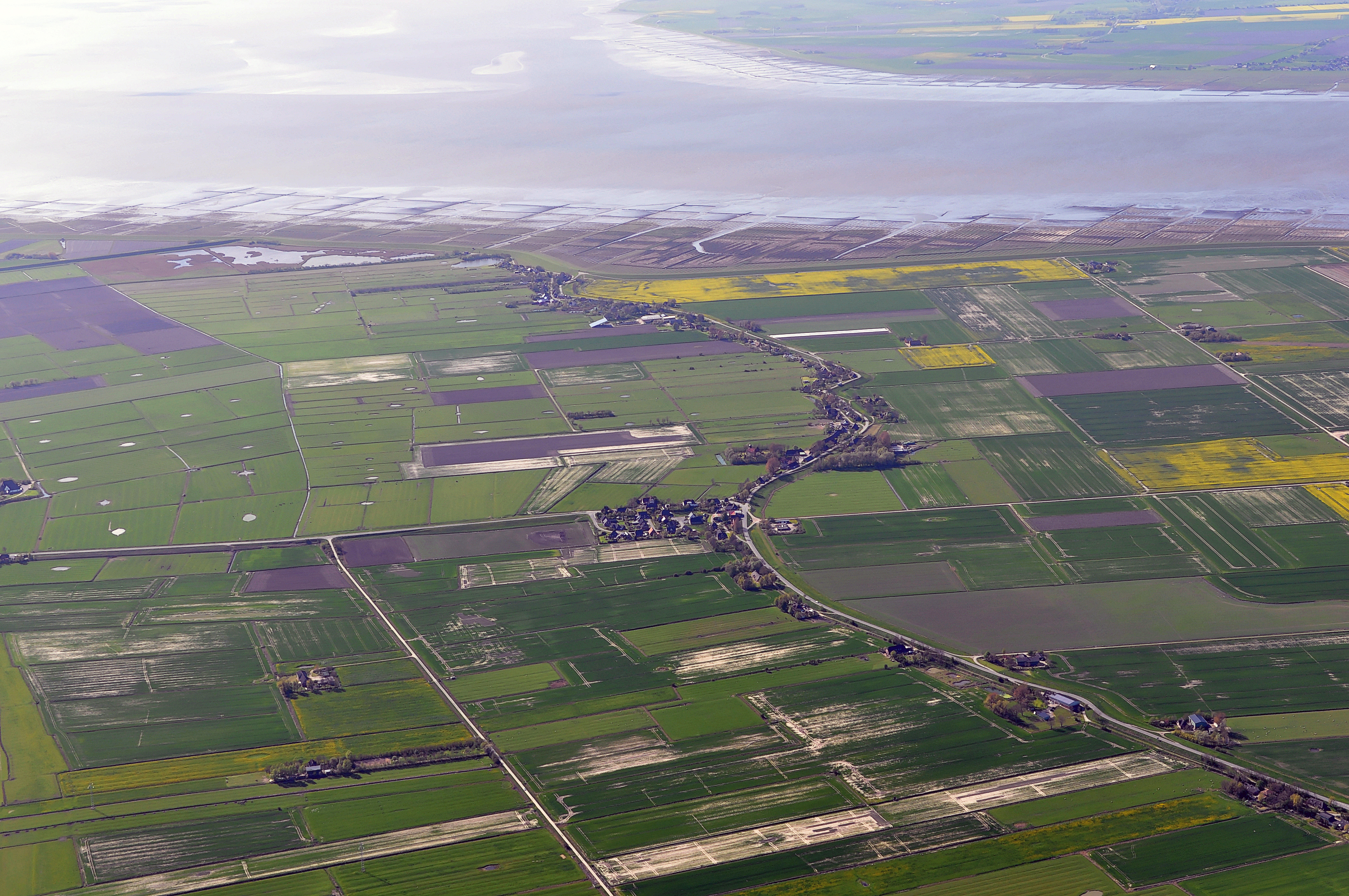
Luftbild (Mai 2012)

Simonsberg ist eine Gemeinde im Kreis Nordfriesland in Schleswig-Holstein.

## Geografie

### Geografische Lage
Das Gebiet der Gemeinde Simonsberg erstreckt sich südwestlich von Husum am nördlichen Rand der Halbinsel Eiderstedt in der Landschaft des Naturraums Eiderstedter Marsch (Haupteinheit 683). Es liegt unmittelbar an der Küstenlinie (Brandungszone) vom Nordfriesischen Wattenmeer am Wattenmeerstrom der Hever.

### Ortsteile
Die Flächengemeinde Simonsberg umfasst siedlungsstatistisch die Wohnplätze des bezeichnenden Kirchdorfs (Simonsberg) und der Streusiedlungen Simonsberger Koog und Finkhaushallig.

### Nachbargemeinden
Das Gemeindegebiet wird umschlossen von jenen der Kommunen:
|  |                                             | Husum       |
|  | Kompassrose, die auf Nachbargemeinden zeigt | Südermarsch |
|  | Uelvesbüll, Witzwort                        |             |

## Geschichte
Simonsberg – eine Gründung des dänischen Königs Olaf I. – gehörte zusammen mit Lundenberg und Padelack und zwei weiteren Kirchspielen zur Lundenbergharde. Diese ehemalige Verwaltungseinheit war bis zu einer Sturmflut im Jahre 1338 mit Alt-Nordstrand verbunden, während sie von Eiderstedt durch den nördlichen Mündungsarm der Eider getrennt war. Weitere Sturmfluten teilten die Lundenbergharde und ließen den südlichen Teil mit Simonsberg, Padelack und Lundenberg zur Insel werden, die erst 1468 durch die Bedeichung der Südermarsch mit dem Festland verbunden wurde. Der nördliche Teil schloss sich der Edomsharde an. Durch die Gewinnung des Adolfskoogs 1579 und des Obbenskoogs 1565 wurde die verbliebene Lundenbergharde an Eiderstedt angebunden.
Simonsberg selbst wurde dreimal durch Sturmfluten zerstört und weiter landeinwärts wieder aufgebaut. Nachdem die Burchardiflut von 1634 alle drei Kirchen der Harde zerstört hatte, wurde 1657 eine neue Kirche für das Simonsberger Kirchspiel auf einer Warft im Gebiet des 1531 errichteten, nun gänzlich zerstörten Neuen Padelacker Koogs gebaut, während die beiden anderen Kirchspiele aufgelöst wurden, da von ihrem Land nur noch Halligen übriggeblieben waren.
Noch schlimmer wüteten die schweren Sturmfluten 1717/18 (vgl. Weihnachtsflut 1717), die die gesamte Harde ein Opfer der Naturgewalten werden ließen. 1500 ha Land gingen verloren. Die Überlebenden bauten Häuser aus Soden, Treibholz und Schilf und nutzten 143 Jahre lang Gebiete der ehemaligen Lundenbergharde als Vorland zum Gräsen. Der ehemalige südliche Seedeich der Harde wurde nun zum nördlichen Seedeich. Nur ein winziges Stückchen wurde 1721 als neuer Koog von einem Deich geschützt. Die Kirche von 1657, die vor dem neuen Deich lag und spätestens seit der Februarflut 1825 nur noch bei Ebbe erreicht werden konnte, wurde 1829 abgebrochen und durch die heutige St.-Salvator-Kirche auf einer Warft in der Südermarsch ersetzt.
1860 kauften die Einwohner das Land vom dänischen König zur Wiedereindeichung. 1861 wurde der neue Simonsberger-Koog eingedeicht, der allerdings bei weitem nicht die Ausdehnung der alten Harde hat.
Im Rahmen eines Landgewinnungsprogrammes unterlegt durch die nationalsozialistische Blut-und-Boden-Ideologie konnte 1934/35 der Finkhaushalligkoog eingedeicht werden (vgl. u. a. Dieksanderkoog, Tümlauer Koog), der aus dem Vorland der Finkhaushallig und der Padelackhallig, wo vor 1634 die alte Padelacker Kirche gestanden hatte, mit dem entsprechenden Wattländereien bestand.
Die letzte Wiedereindeichung fand nach einer großen Sturmflut 1962 im Rahmen der Deichverkürzung in den Jahren von 1965 bis 1967 statt. Ein Koog mit 30 ha Speicherbecken und 170 ha Aufstockungsflächen wurde eingedeicht.

## Politik

### Gemeindevertretung
Bei der Kommunalwahl 2023 errang die Wählergemeinschaft Simonsberg (WGS) alle elf Sitze in der Gemeindevertretung. Die Wahlbeteiligung betrug 57,5 Prozent.

### Bürgermeisterin
Für die Wahlperiode 2023–2028 wurde wiederholt Angela Feddersen (WGS) zur Bürgermeisterin gewählt.

## Sehenswürdigkeiten

### Kirche
Die erste bekannte Simonsberger Kirche – die eventuell einen noch weiter nördlich liegenden Vorgänger hatte – ging in der Burchardiflut unter. Da es nicht gelungen war, das überschwemmte Land nach der Weihnachtsflut 1717 wieder zu bedeichen, stand die 1657 erbaute Salvator-Kirche im Vorland, so dass die Gottesdienstzeiten von Ebbe und Flut abhängig waren. 1825 erlitt sie so schwere Sturmschäden, dass sie bald darauf abgerissen werden musste.
Die dritte Kirche, ein klassizistischer Backsteinbau, wurde nach Plänen des dänischen Staatsbaumeisters Christian Frederik Hansen auf der höchsten und größten Warft, die auch noch Platz für den Friedhof hatte, etwas abseits des Dorfes gebaut. Kanzel, Taufbecken und -deckel sowie das spätgotische Altarkreuz stammen aus den untergegangenen Kirchen der Lundenbergharde. Die Kirchenglocke von 1486 fand man 1830 am Grund einer Wehle wieder.

### Wester-Spätinge

Breites Bild via gallery
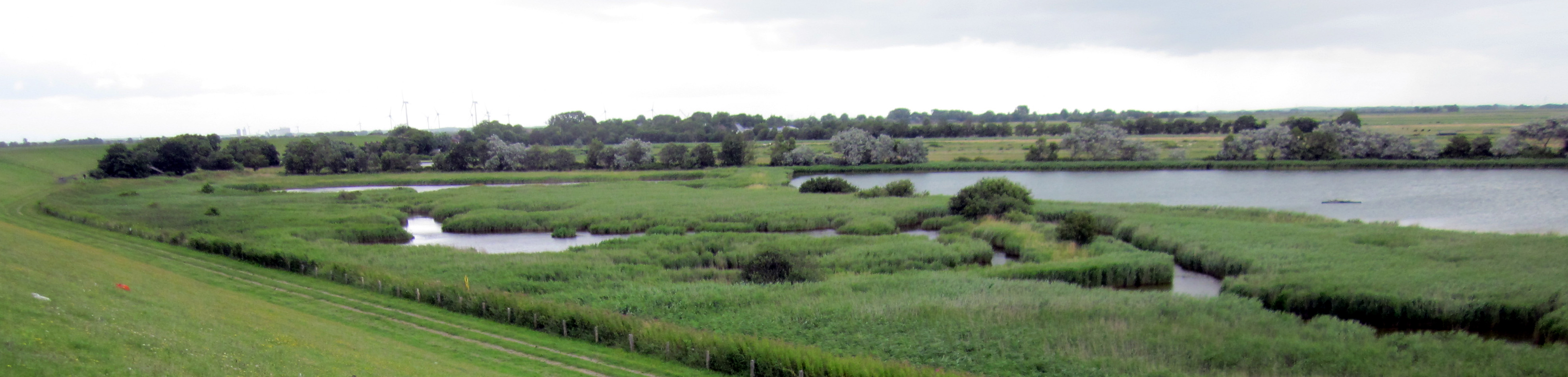
Wester-Spätinge

Wester-Spätinge ist ein knapp 27 ha großes Naturschutzgebiet in der Gemeinde.

## Wirtschaft und Infrastruktur

### Wirtschaftsstruktur
Die Gemeinde weist eine ländliche Wirtschaftsstruktur auf. auch durch die Küstenlage ist der Tourismus von Bedeutung. So gibt es am Schöpfwerk eine Badestelle. In der Nähe sind ein Campingplatz und ein Hotel direkt am Seedeich zu finden. In der Dorflage gibt es eine Ferienhaussiedlung sowie diverse Ferienwohnungen.

### Verkehr
Östlich von Simonsberg führt die Bundesstraße 5 von Husum nach Heide durch das Gebiet der Gemeinde Südermarsch.